# Hugh Bigod (Justiciar)
Hugh Bigod (* um 1220; † vor 7. November 1266) war ein englischer Adliger. Er diente nach dem Erlass der Provisions of Oxford als Justiciar der Regierung der Barone.

## Herkunft und Heirat
Hugh Bigod entstammte der anglonormannischen Adelsfamilie Bigod. Er war ein jüngerer Sohn von Hugh Bigod, 3. Earl of Norfolk und von Matilda Marshal, der ältesten Tochter von William Marshal und Isabel de Clare. Sein Vater starb bereits 1225, seine Mutter heiratete darauf in zweiter Ehe William de Warenne, 5. Earl of Surrey. Anfang der 1240er Jahre übergab ihm seine Mutter einen stattlichen Grundbesitz um Bosham in Sussex, den sie nach dem Tod ihrer Brüder vom Familienbesitz der Marshals geerbt hatte. In den 1250er Jahren, eventuell bereits früher, erbte er von den Gütern seines Vaters das Gut von Settrington bei Malton im East Riding of Yorkshire. Vor Februar 1244 heiratete er Joan de Stuteville, die Witwe von Hugh Wake, die als Wittum umfangreiche Ländereien der Familie Wake in die Ehe brachte. Bis zur Volljährigkeit ihres Sohnes aus erster Ehe Baldwin 1259 durfte er diese Länder verwalten, dazu war seine Frau die einzige Tochter und Erbin von Nicholas de Stuteville, Lord von Cottingham und Liddel Strength in Nordengland.

## Aufstieg im Dienst von König Heinrich III.
Während der 1240er Jahre unterstützte Hugh seinen älteren Bruder Roger Bigod, zusammen mit dem Vogt seines Bruders verhinderte er, dass der königliche Beamte John Mansel das Gut Wilton bei Pickeringlithe erhielt, schließlich musste Mansel akzeptieren, es als Lehen von Hugh Bigod zu erhalten.
1252 gehörte Bigod zu einer Reihe von Magnaten, die für König Heinrich III. für das Gehalt von Simon de Montfort bürgten, als dieser als Lieutenant der Gascogne diente. Danach erhielt er mehrmals Gunstbeweise des Königs wie das Amt des Forstverwalters von Farndale, die zeitweise Verwaltung von Pickering Castle und die Gewährung von zwei Marktrechten für Güter seiner Frau in Yorkshire. 1257 reiste er als königlicher Gesandter nach Galicien, und anschließend war er bis 1258 Mitglied der englischen Delegation, die mit Frankreich den Vertrag von Paris aushandelte. Spätestens ab 1257 gehörte er zum königlichen Rat, und im Mai oder Juni 1258 wurde er zu einem der 24 Barone gewählt, die ein Reformprogramm für die Herrschaft des Königs erarbeiten sollten, dabei genoss er scheinbar sowohl das Vertrauen des Königs wie auch der Adelsopposition.

## Dienst als Justiticar der Barone
Kurz danach wurde er während des Parlaments in Oxford um den 16. Juni 1258 zum königlichen Justiciar ernannt, nachdem dieses Amt nach 1234 nicht mehr besetzt worden war. Ob Bigod für dieses juristische Amt eine rechtliche Ausbildung besaß, ist nicht bekannt, vermutlich besaß er sie nicht. Die Barone, die durch die Provisions of Oxford die Macht ergriffen hatten, erwarteten vor allem von ihm, die Missstände in der königlichen Verwaltung zu beheben. Ursprünglich war geplant, dass er das Amt nur ein Jahr lang ausüben solle, doch letztlich blieb er über zwei Jahre lang, bis Mitte Oktober 1260, im Amt. In dieser Zeit kümmerte er sich weniger um die Beschwerden über die königliche Verwaltung, sondern musste Rechtsfragen klären und an den Verhandlungen des königlichen Gerichts teilnehmen, wobei es vielfach um recht belanglose Verhandlungen ging. Daneben war er jedoch weiter Mitglied des königlichen Rats und war von 1259 bis 1261 Lord Warden of the Cinque Ports. Von Mitte November 1259 bis Ende April 1260, als der König in Paris den Frieden mit Frankreich besiegelte, diente er als Regent. Bigod hatte sich so wenig mit den Beschwerden befassen können, die die Adelsopposition im Sommer 1258 im gesamten Land zusammengetragen hatte, dass das Parlament im Oktober 1259 ein neues Vorgehen beschloss. Bigod hatte sich scheinbar bislang nur mit Beschwerden aus Teilen von Süd- und Ostengland befasst, nun wurde er unterstützt von fünf Geschworenengerichten, die mit Berufsrichtern besetzt waren.

## Wechsel auf die Seite des Königs
Letztlich versuchte Bigod, sich selbst Scarborough und Pickering Castle anzueignen, wobei er sich auch noch auf die Provisions of Oxford berief. Er verlangte sogar eine ausdrückliche Mehrheitsentscheidung des königlichen Rats für die Rückgabe der Burgen, doch schließlich musste er im Mai 1261 die Burgen wieder dem König übergeben. Bis Oktober 1261 wechselte er jedoch auf die Seite des Königs, dem er während des weiteren Konflikts mit der Adelsopposition, der schließlich 1264 zum offenen Krieg der Barone führte, loyal diente. Auf der Seite des Königs kämpfte er 1264 in der Schlacht von Lewes. Nach der Niederlage des Königs flüchtete er zusammen mit seinem Halbbruder John de Warenne, 6. Earl of Surrey, über Pevensey nach Frankreich. Erst nach dem Sieg der königlichen Partei in der Schlacht von Evesham im August 1265 kehrte er nach England zurück und blieb danach bis zu seinem Tod ein enger Ratgeber des Königs.

## Nachkommen
Aus seiner Ehe mit Joan de Stuteville hatte er mehrere Kinder, darunter:
- Joan ⚭ Philip Kyme
- Roger Bigod

Im November 1259 hatte Bigod vom König die Vormundschaft für den minderjährigen Philip Kyme erworben, vielleicht hatte er bereits zu diesem Zeitpunkt geplant, ihn mit seiner Tochter zu verheiraten. Sein Erbe wurde jedoch sein Sohn Roger, der 1270 auch der Erbe seines Onkels Roger Bigod, 4. Earl of Norfolk als Earl of Norfolk wurde.